# Chichawatni
Chichawatni é uma cidade do Paquistão localizada na província de Punjab.